# Coccoloba obovata
Coccoloba obovata là một loài thực vật có hoa trong họ Rau răm. Loài này được Kunth mô tả khoa học đầu tiên năm 1817.